# Cleptometopus javanicus
Cleptometopus javanicus là một loài bọ cánh cứng trong họ Cerambycidae.